# Милан Топаловић Топалко
Милан Топаловић Топалко (Трудово, 27. јул 1976) српски је певач поп-фолк музике. Постао је познат широј јавности захваљујући учешћу у Звездама Гранда 2008. године, а своју популарност је још више подигао након победе у првој сезони ријалити шоуа Фарма, као и победом на Гранд фестивалу 2010. године.

## Биографија
Родио се у селу Трудову (Општина Нова Варош), у кући која се налазила на самом крају села. После завршеног четвртог разреда одселио се са породицом у Нову Варош.
Миланову склоност ка музици је препознао његов учитељ, који је једном приликом у школу донео хармонику и своје ученике терао да понављају тонове које би им он задавао. Када је видео Миланове могућности, на крају часа му је рекао да каже оцу да му купи хармонику. Међутим, ту жељу родитељи нису могли да му испуне због недостатка финансија. После две године, његов отац га је сачекао након школе како би заједно отишли да купе хармонику.
У трећем серијалу Звезда Гранда заузео је друго место. На Гранд фестивалу 2010. године остварио је победу и прву награду публике са песмом „Завет“. Тренутно је један од чланова жирија где је остављен за сталног члана у дечјој емисији Неки нови клинци заједно са Милицом Тодоровић, Радом Манојловић и Банетом Мојићевићем.
Поред музике, од које живи и издржава породицу, риболов му је највећа страст. Милан Топаловић је ожењен супругом Весном, са којом има ћерку Хелену. Његова ћерка Хелена је била у вези са певачем Јоцом Стефановићем, након чега се удала за бизнисмена Драгана Алексића. Почетком марта 2024. јавно је критиковао председника Србије Александра Вучића.

## Дискографија

### Албуми
- 2010. Свуци ме до голе коже[8]

### Синглови
- 2009. Као лав
- 2011. Не можеш
- 2012. Кец у рукаву
- 2012. Медена
- 2013. Судбина
- 2014. Лоши дани
- 2015. Ни по цену живота
- 2016. Љубавна терапија
- 2017. Мегдан
- 2018. То нема цену (са супругом Весном Топаловић)
- 2018. Да бог да срећна била
- 2019. Где си ти у три
- 2024. И ко има и ко нема

### Обраде
- 2010. Због тебе момо убава
- 2017. Прича мала, е па шта
- 2018. Празна чаша на мом столу (РТС Најлепше народне песме)
- 2018. Кафана је моја истина
- 2020. Стани, стани Ибар водо (Шареница )
- 2023. Устај сине, мајка зове

### Спотови
| Спот               | Година | Режисер           |
| ------------------ | ------ | ----------------- |
| Медена             | 2013.  | Александра Арнолд |
| Љубавна терапија   | 2016.  | Г. Шљивић         |
| Где си ти у 3      | 2018.  | Горан Матијевић   |
| Моје суво злато    | 2019.  | Горан Матијевић   |
| Чаше ломим         | 2021.  | Бојан Митровић    |
| Волим те баш такву | 2021.  | Бојан Митровић    |
| Устај сине,зора је | 2021.  | Бојан Митровић    |
| Чисто              | 2021.  | Бојан Митровић    |

### Фестивали
- 2010. Гранд фестивал — Завет, победничка песма
- 2014. Гранд фестивал — Године без ње
- 2017. Фестивал Драгиша Недовић, Крагујевац — У лијепом, старом, граду Вишеграду
- 2020. Илиџа — Море туге

## Спољашње вњзњ
- Милан Топаловић Топалко на веб-сајту  (језик: енглески)
- Милан Топаловић Топалко на веб-сајту  (језик: енглески)